# 1074 (numero)
Millesettantaquattro (1074) è il numero naturale dopo il 1073 e prima del 1075.

## Proprietà matematiche
- È un numero pari.
- È un numero composto da 8 divisori: 1, 2, 3, 6, 179, 358, 537, 1074. Poiché la somma dei suoi divisori (escluso il numero stesso) è 1086 > 1074, è un numero abbondante.
- È un numero sfenico.
- È un numero intoccabile.
- È un numero semiperfetto in quanto pari alla somma di alcuni (o tutti) i suoi divisori.
- È un numero malvagio.
- È un numero intero privo di quadrati.
- È parte delle terne pitagoriche (1074, 1432, 1790), (1074, 32032, 32050), (1074, 96120, 96126), (1074, 288368, 288370).

## Astronomia
- 1074 Beljawskya è un asteroide della fascia principale del sistema solare.
- NGC 1074 è una galassia nella costellazione della Balena.

## Astronautica
- Cosmos 1074 è un satellite artificiale parte del programma spaziale russo Sojuz (Sojuz-T).